# دو-بری (بانوی عشق)
دو-بری، بانوی عشق (انگلیسی: Du Barry, Woman of Passion) فیلمی آمریکایی به کارگردانی سام تیلور است که در سال ۱۹۳۰ منتشر شد.

## بازیگران
- نورما تالماج
- ویلیام فارنوم
- کنراد نیگل
- هوبرت باسورث
- هری کولکر
- اسکار آپفل
- کلارک گیبل
- لوسیل لا لاورن